# Exidmonea pruinosa
Exidmonea pruinosa is een mosdiertjessoort uit de familie van de Tubuliporidae. De wetenschappelijke naam van de soort is, als Idmonea pruinosa, voor het eerst geldig gepubliceerd in 1853 door Stimpson.